# 青の軌跡
『青の軌跡』（あおのきせき）は、久能千明による日本のSFBL小説、及びそれを原作としたドラマCD。
1995年から2001年にかけ桜桃書房より出版されたのち、2003年から幻冬舎コミックスより新装版と続編が刊行。巻数二桁に及ぶ長編シリーズで、BL作品としては異色の本格的SFを扱う。挿画は沖麻実也が手掛ける。

## あらすじ
ワープ航法の技術が確立し、惑星連邦が組織された時代。コールドスリープ処置された科学者163名と調査器材を乗せ、未踏査空域の地球型惑星Σ-23に向かう惑星探査船『ジュール＝ヴェルヌ』は、コンピュータによって心身共に最高の相性だと判断されたバディ（武官と文官からなる2人1組のクルー）達によって航行されている。サンドラ＆ロードペアと航行の中間を担うことになった、傭兵上がりの武官・三四郎と月生まれの文官・カイは、両極端な気性等による衝突や航宙船内外で生じる様々なトラブルを克服しながら、少しずつ距離を縮めて行くが…。

## 主な登場人物
三四郎・牧野（まきの さんしろう）
声 - 森川智之
主人公の一人。武官。バディはカイ。数々の修羅場を踏んできた元傭兵で、実戦だけでなく技術者としての能力も高い。粗暴だが明朗快活で強靭な精神の持ち主。オリエンタルなルーツを持ち、黒目黒長髪の野性味ある美形。
カイ
声 - 中原茂
もう一人の主人公。文官。バディは三四郎。大学研究所の講師で研究員。青灰色の髪に万華鏡の瞳とエムパス（感情感応）の能力を持つ純粋な月人で、稀有な美貌の持ち主。ストイックで頑固、規律重視の堅物で接触拒否症。己の出生を忌み嫌っており、純粋な月人の証である特異な瞳を隠すバイザーを手放さない。
サンドラ
声 - 小林優子
武官。バディはロード。連邦政府の軍人。強気な頼れる女傑で、情にも篤い。赤毛に灰色の瞳、小柄だがグラマラスな美女。
ロード
声 - 梁田清之
文官。バディはサンドラ。大学講師で高等数学者。体躯は大柄で逞しいが、性格は思慮深く温厚。ヴァイキングを遠い先祖に持つ。
近衛 凱（このえ がい）
声 - 堀内賢雄
連邦政府の事務次官で、生後直ぐに別れた三四郎の双子の弟（一卵性双生児）。医師でもあり、落ち着いた物腰と洗練された雰囲気を持つ。地球で育った為、亜光速で飛びワーブを繰り返す航宙船内で多くの時間を過ごしてきた兄と10歳近い外見の差が生じている。
グイド・リー
声 - 中村秀利
連邦政府の大佐。カリスマ性を持った優秀な軍人だが、のちに反乱を起こし追われる身となる。
サーシャ・ミハエル・ゴットルプ
声 - 真殿光昭
連邦政府の少佐。グイドに心酔する部下で、コンピュータ専門の科学者。貴族的な美貌を持つ。
アーイシャ
声 - 保志総一朗
天才植物学者で純粋無垢な少年。青年に成長後、三四郎と再会。
イシス
声 - 中原茂
カイの幼名で過去の人格。天真爛漫なエピキュリアンでインモラルな月人そのもの。
ドレイク
連邦政府の軍人で、母アルシノエを亡くしたイシスの養父となった人物。
イザク・ファティサーリ
声 - 小杉十郎太
ツアルノルテ共和国の軍人。大佐としてクナル前哨基地に赴任。
マジェラ・イルシェラン
声 - 森久保祥太郎
ツアルノルテ共和国クナル前哨基地司令官。マンダレイ王家最後の生き残り。
ザナ
声 - 唐沢潤
高度な完遂能力を持つ傭兵集団・黒幇（ヘイパン）に属する女傭兵。
バサラ
強いカリスマ性を持った黒幇のリーダー。三四郎の命の恩人。
金角、銀角（ぎんかく、きんかく）
双子の兄弟で黒幇のメンバー。逞しい体と大らかな心を持ち、金角は豪快で銀角は女性的な性格。三四郎とは旧知の仲。

## 用語
月人（ルナン）
月で生まれた種族の名称。多くが性的モラルを持たず享楽的で快楽主義。重力の関係で全体的に華奢でスリムな体型をしており、男女共に美しく、平均的に高い知能を備える。その殆どが地球人とのハーフである中、希少人種となった”純粋な月人”だけが万華鏡の瞳『カレイドスコープアイ』を持つ。また、相手の感情や感覚を自分のものとして感ずる能力『エムパス（感情感応）』を持つ者もいる（思考を読み取るテレパスとは異なる）。
バディ（バディシステム）
連邦のマザーコンピュータが心身共に最高の相性であると判断したベストコンビ。技術者として船の航行からメンテナンス、時には兵器までもを管理するハード担当の武官と、外交権を持ち連邦との連絡を取ってその指示に従うべく指揮を執るソフト担当の文官の、2人を1組とする。文武の区別はあるが、基本的にはどちらもこなせるプロ中のプロが選ばれる。

## 書誌情報
久能千明『青の軌跡』＜幻冬舎コミックス・リンクスロマンス＞ 既刊20巻　※（）内は桜桃書房
1. 2003年7月31日（1995年1月）発売、『青の軌跡』上巻　ISBN 4344802500
2. 2003年7月31日（1995年4月）発売、『青の軌跡』下巻　ISBN 4344802519
3. 2003年8月31日（1996年1月）発売、『カタルシス・スペル』　ISBN 4344802810
4. 2003年9月30日（1998年1月）発売、『クリスタル・クラウン』上巻　ISBN 434480306X
5. 2003年9月30日（1998年2月）発売、『クリスタル・クラウン』下巻　ISBN 4344803078
6. 2003年10月31日（1999年1月）発売、『バロック・パール』　ISBN 4344803248
7. 2003年11月30日（2000年1月）発売、『ペルソナ ノングラータ』　ISBN 4344803396
8. 2003年12月31日（2001年3月）発売、『ファントム ペイン』　ISBN 4344803531
9. 2003年7月31日発売、『タイトロープダンサー』STAGE.1　ISBN 4344802373
10. 2004年11月30日発売、『タイトロープダンサー』STAGE.2　ISBN 4344804767
11. 2005年12月31日発売、『タイトロープダンサー』STAGE.3　ISBN 4344806166
12. 2009年4月30日発売、『タイトロープダンサー』STAGE.4　ISBN 4344816412
13. 2009年4月30日発売、『タイトロープダンサー』STAGE.5　ISBN 4344816420
14. 2011年2月28日発売、『カデンツァ』番外編1　ISBN 4344821785
15. 2012年9月28日発売、『カデンツァ』番外編2　ISBN 4344826485
16. 2014年1月31日発売、『カデンツァ』番外編3　ISBN 4344830008
17. 2015年1月30日発売、『カデンツァ』番外編4　ISBN 4344833228
18. 2015年12月29日発売、『カデンツァ』番外編5　ISBN 4344835956
19. 2018年3月29日発売、『カデンツァ』番外編6　ISBN 4344841980
20. 2018年3月29日発売、『カデンツァ』番外編7　ISBN 4344841999

## ドラマCD他
インターコミュニケーションズ制作
| 発売日         | タイトル                             | 規格品番  |        |
| -------------- | ------------------------------------ | --------- | ------ |
| 1998年1月15日  | 青の軌跡                             | INCD-201  | 2枚組  |
| 1998年10月25日 | カタルシス・スペル 〜解放の呪文〜    | INCD-203  | 1枚組  |
| 1999年10月25日 | クリスタル・クラウン                 | INCD-205  | 2枚組  |
| 2001年2月25日  | バロック・パール                     | INCD-207  | 2枚組  |
| 2001年10月25日 | ペルソナ ノングラータ                | INCD-208  | 2枚組  |
| 2004年3月20日  | ファントム ペイン                    | INCD-2126 | 2枚組  |
| 2001年5月25日  | CD版「ラジオ カレイドスコープeye's」 | INCD-1701 | 1枚組  |
| 2006年1月着    | 秋のリンクスロマンスフェア2005       | LYNX-1001 | 非売品 |